# Sovramonte
Sovramonte (Soramont in veneto) è un comune italiano sparso di 1 307 abitanti della provincia di Belluno in Veneto. Fino al 1881 si chiamava Servo, nome che è stato mantenuto dalla frazione capoluogo.
Fa parte dell'unione montana Feltrina e del parco nazionale delle Dolomiti Bellunesi.

## Storia

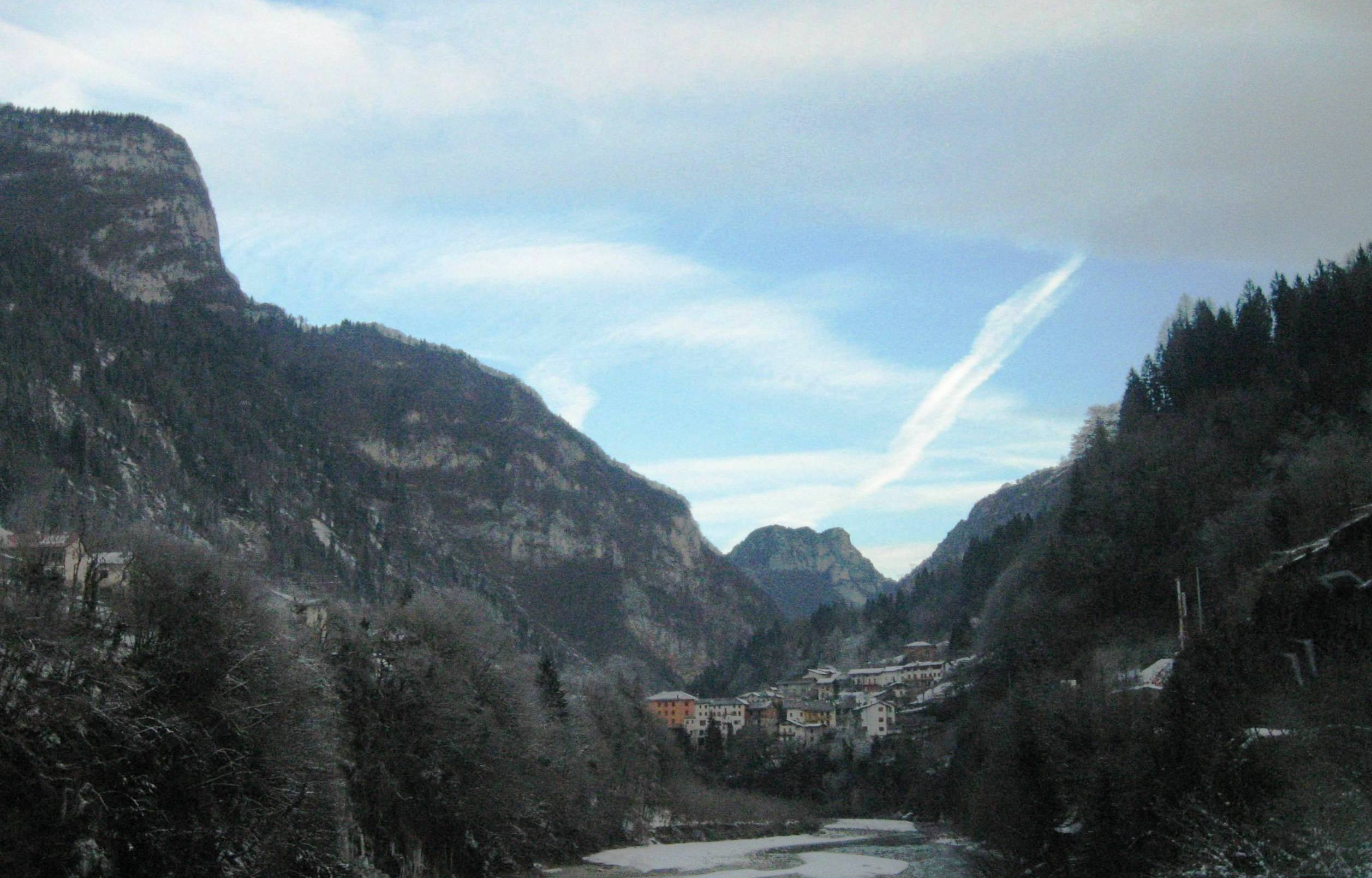
Veduta di Moline dal ponte di Oltra

Il comune di Sovramonte appartiene alla rete antropica delle sue sette frazioni (Servo, Salzen, Moline, Sorriva,  Zorzoi, Aune e Faller), allocate sull'omonimo altopiano o sulle falde di esso, e a quella fisica delle Alpi Feltrine, in quella loro parte specifica che sono le appendici meridionali del monte Vallazza. Di questo sottosistema risultano particolarmente importanti i seguenti fattori: l'ambiente naturale e antropico; gli aspetti toponomastici, storici e archeologici.

### Via dello Schener
Fino alla fine dell'Ottocento, quando fu costruita la strada che collega Imer a Fonzaso, l'attuale Strada statale 50 del Grappa e del Passo Rolle, l'unico passaggio tra la valle di Primiero e il Feltrino avveniva percorrendo il sentiero che passava per il Castello dello Schener, che era stato nei secoli la dogana della Repubblica di Venezia rispetto all'Impero asburgico. Era chiamata la via dello Schener, nome che ricorda il trasporto delle merci più varie sulla schiena dei muli e degli uomini. Per raggiungere la vecchia via bisogna arrivare, provenendo da Zorzoi, alla località di Bettola. Da qui si prende una mulattiera che va verso la parte alta della gola dello Schener per arrivare, dopo i ruderi del Castello, giù a Pontet di Imer.

### Microcomunità
L'ideologia esistenziale di una microcomunità che, non superando mai i 4 000 abitanti, ha espresso una decina di chiese con relativi svettanti campanili e un numero impressionante di capitelli, edicole e luoghi sacralizzati, conservando in pieno XX secolo una concezione premoderna dell'esistenza, con aspetti del tutto originali. E poi: la personalità di base degli abitanti; i caratteri essenziali dell'ideologia del villaggio, con riguardo particolare alle dimensioni della vita, della morte, dell'amore e del potere; il ruolo e la funzione della pieve e della comunità civile, variamente studiati dalla storiografia feltrina contemporanea. I primi documenti di natura geografica risalgono al Settecento e ai primi dell'Ottocento, mentre quelli che testimoniano un interesse e una percezione socioambientale per Sovramonte, chiamato ancora Sopramonte, risalgono alla seconda metà dell'Ottocento e risentono dei luoghi comuni propri dell'ideologia romantica.

### Il "romitaggio" dell'Ottocento
I luoghi sono selvaggi, ma anche pieni di fascino e di suggestione, con viste spettacolari di panorami, valli, dirupi, orridi che meritano lo sforzo di chi faticosamente li ascende. Sorriva e il Sopramonte sono descritte, per la prima volta, come una sorta di alpestre “romitaggio”, nella relazione inviata da Jacopo Facen allo storico della medicina Alfonso Corradi nel 1874. In questo montano contesto la “borgata di Servo” appare, similmente a Surripa, come una “villetta” posta sotto la Vallazza, unita e disgiunta parimenti dagli altri villaggi, tutti appartenenti al distretto di Fonzaso. I suoi abitanti, circa 600, ”sono dediti ai lavori campestri durante la state e girovaganti per le Venete province o pel limitrofo Trentino per varie industrie, o girovaganti all'estero ai lavori ferroviarii, onde procacciarsi di che vivere per sé e per le loro famiglie”.

### I toponimi
Al centro dell'altopiano di Sovramonte, è ubicata una delle risorse agricole fondamentali di esso: la Campagna. È un'area pianeggiante di circa 30 ettari, a 600 metri d'altitudine: un bacino agricolo secolarmente utilizzato per la coltivazione di patate e fagioli, una sorta di serbatoio alimentare primario per le frazioni di Servo, Sorriva e Zorzoi. Questa fondamentale risorsa era stata divisa all'interno delle tre regole e successivamente dei tre comuni censuari e infine delle tre frazioni. L'alto grado di sfruttamento agricolo e la progressiva frantumazione della proprietà, dapprima comunale (non nel senso d'appartenenza al comune ma del pubblico demanio denominato “Beni comunali”) hanno dato a partire dal Medioevo una ricchezza di toponimi che confermava come attorno alla chiesa di San Giorgio e più in generale all'interno delle tre regole non vi fosse ormai più "nessun sasso senza un nome", "nullum sine nomine saxum". Le tre frazioni centrali del comune, senza dubbio le più importanti, utilizzavano a turno le pendici meridionali e occidentali del monte Vallazza, detto anche “montagna di Baverne”. Tale ripartizione è interessante sia sotto il profilo socio-antropologico che sotto quello storico e archeologico, in quanto dava a ciascuna delle tre succitate frazioni elementi non secondari e non banali d'identità culturale, di ricchezza fondiaria e persino di appartenenza religiosa, nonostante la presenza dell'unica plurisecolare pieve di Servo.

### Servo
Il comune censuario di Servo, divenuto nel XIX secolo capoluogo del comune, utilizzava la “Campanea Servi”, cioè quella parte della Campagna che da località Sóracase andava fino al colle e alla chiesa di San Rocco, compresa la località detta “Muràa” e la cosiddetta “val dei mort”, toponimo mutuato dalla fossa comune utilizzata per quella frazione nell'occasione delle pesti e dei colera, dal secolo XVI al secolo XIX, mentre Sorriva e Zorzoi poste a sud ovest dell'altopiano utilizzavano i lembi circostanti di esso denominati rispettivamente “campanea Surrippae” e “campanea sancti Zenonis”.

### Ponte Serra
A confine tra i territori di Sovramonte e di Lamon il Ponte Serra, già passaggio della strada romana Paolina. Distrutto due volte: nel 1917 dagli italiani in ritirata e dai partigiani il 2 maggio 1945;  fu ricostruito nel 1947.
Dal ponte si può osservare la maestosa diga di sbarramento del Cismon che alimenta la centrale idroelettrica di Pedesalto di Fonzaso.

## Resistenza italiana
Dall'8 settembre 1943 al maggio 1945, nel territorio dell'attuale comune, lottarono contro il nazifascismo i partigiani organizzati nel Battaglione "Angelo Giuseppe Zancanaro" della Brigata Garibaldina Antonio Gramsci (Feltre). Per reazione a questa presenza armata la frazione di Aune, l'11 agosto 1944, fu data alle fiamme e rasa al suolo, con oltre 150 abitazioni distrutte, previo saccheggio di cibarie e oggetti, dopo aver fatto sgomberare la popolazione. L'opera incendiaria s'iniziò alle otto del mattino e finì verso le due del pomeriggio. Le famiglie sfollate trovarono rifugio nei caseifici variamente presenti sulle alture circostanti, presso parenti ubicati nelle frazioni vicine, o nelle "cube" rimaste illese dal fuoco e frettolosamente ricoperte, mentre molti fanciulli attraverso l'intermediazione dei parroci trovarono rifugio presso famiglie abbienti del Feltrino o in istituti di assistenza. Ma il dato interessante fu che Aune venne ricostruito celermente nell'immediato dopoguerra. Pur con i contributi finanziari dell'Opera Post Bellica, il cui ufficio feltrino era diretto dal dott. Mario Frigato, tale ricostruzione fu dovuta esclusivamente alla operosità, concordia e buona volontà dei suoi abitanti. Nell'ottobre del 1946, 95 abitazioni erano state portate alla copertura. Il limite di tale operazione fu la totale assenza di ogni progetto alternativo che desse nuova fisionomia alla frazione, introducendo una spazialità rinnovata, rispettosa nel contempo delle sue caratteristiche tradizionali. In altre parole le case furono semplicemente ricostruite dov'erano e pressappoco com'erano, secondo canoni estetici del tutto approssimativi e rudimentali.

## Archeologia preistorica
In territorio sovramontino è stata ritrovata nel 1988 la sepoltura di un uomo preistorico del Paleolitico Superiore: si tratta di un cacciatore, sepolto con corredo funerario e coperto di pietre dipinte con ocra. Il ritrovamento è avvenuto in località Val Rosna (Val Schener).

## Società

### Evoluzione demografica
Abitanti censiti

### Etnie e minoranze straniere
Al 31 dicembre 2010 gli stranieri residenti nel comune sono 52, ovvero il 3,4% della popolazione. L'unico gruppo di una certa consistenza è quello rumeno, con 36 appartenenti.

## Amministrazione

### Altre informazioni amministrative
La denominazione del comune fino al 1881 era Servo.
Il 9 ottobre 2006 a Sovramonte su iniziativa del sindaco Scalet , si è svolto un referendum costituzionale con il quale il 95,25% dei votanti (compresi i residenti all'estero) si sono dichiarati favorevoli al passaggio del comune alla provincia autonoma di Trento. Questo per motivi culturali e geografici, ma anche per la presunta incapacità da parte della regione veneta di attuare politiche di montagna, importanti per la sopravvivenza e lo sviluppo dei comuni dolomitici. Il processo di "ricerca autonoma di autonomia" è ora identificato col termine di lamonizzazione dall'Enciclopedia Treccani dal nome del comune apripista.

## Sindaci dal 1993
| Periodo        | Periodo        | Primo cittadino          | Partito      | Carica  | Note |
| -------------- | -------------- | ------------------------ | ------------ | ------- | ---- |
| 6 giugno 1993  | 13 maggio 2001 | Giambattista Dalla Corte |              | sindaco |      |
| 13 maggio 2001 | 29 maggio 2006 | Armando Scalet           |              | sindaco |      |
| 29 maggio 2006 | 16 maggio 2011 | Armando Scalet           |              | sindaco |      |
| 16 maggio 2011 | 5 giugno 2016  | Federico Dalla Torre     | lista civica | sindaco |      |
| 5 giugno 2016  | 4 ottobre 2021 | Federico Dalla Torre     | lista civica | sindaco |      |
| 4 ottobre 2021 | in carica      | Federico Dalla Torre     | lista civica | sindaco |      |